# Antipode (Mathematik)

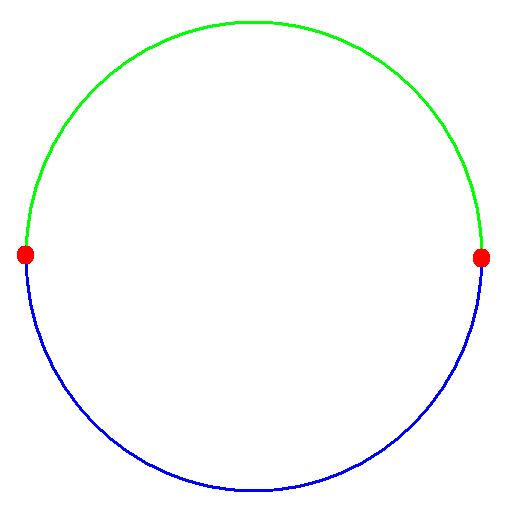
Antipoden eines Kreises

Als Antipoden bezeichnet man in der Mathematik zwei Punkte einer Sphäre, die sich diametral gegenüberliegen.
Als Gegenpol wird in der Geometrie und in den Geowissenschaften ein Punkt bezeichnet, der einem definierten Pol oder dem Punkt eines Ereignisses gegenüberliegt. Bei kartografischen Projektionen (z. B. Stereografische Projektion) ist es jener Punkt auf der Erdkugel, der dem Hauptpunkt (Tangentialpunkt) einer Karte gegenüberliegt.